# 20世紀ワールドチーム
20世紀ワールドチーム（英: World Team of the 20th Century）は、1998年に選出された20世紀を代表するサッカー選手の一覧。
マスターカードがスポンサーとなり、250人のスポーツライターによって投票で選ばれ、1998年FIFAワールドカップ・フランス大会の開幕式で発表された。

## 選出メンバー

### GK
- レフ・ヤシン

### DF
- カルロス・アウベルト
- フランツ・ベッケンバウアー
- ボビー・ムーア
- ニウトン・サントス

### MF
- ヨハン・クライフ
- アルフレッド・ディ・ステファノ
- ミシェル・プラティニ

### FW
- ガリンシャ
- ディエゴ・マラドーナ
- ペレ